# Sivainvi
Sivainvi es una novela de ciencia ficción de Philip K. Dick escrita en 1981. 
SIVAINVI son las siglas de SIstema de VAsta INteligencia VIva. 
Este título proviene de la traducción de las siglas originales en inglés: VALIS (Vast Active Living Intelligence System).

## Argumento
Con un fuerte componente autobiográfico, Dick escribe en Sivainvi acerca de una parte disgregada de sí mismo, un personaje llamado Amacaballo Fat, quien tras una juventud en la que forma parte de la contracultura de las décadas de 1960 y 1970 en Estados Unidos, es arrojado a una búsqueda teológica tras ser alcanzado por un rayo láser rosa que él de algún modo identifica con una fuente divina de conocimiento. 
Fat se embarcará entonces en una búsqueda en la que asume que algún día encontrará algo «real» si tan sólo lo busca lo suficiente, articulando y variando sus creencias una y otra vez, sin dejar de hacerse preguntas para alcanzar un modelo mejor mientras escribe su Exégesis: una mezcla entre sus propias ideas —a veces realmente muy «ciencia ficción»— y fuertes influencias del misticismo cristiano y conceptos gnósticos, permeados por la cuestión dominante en las novelas de Philip Dick: la propia naturaleza de la realidad.